# Шафран анкарський
Крокус або шафран анкарський  (лат. Crocus ancyrensis; тур. Ankara çiğdemi) — відноситься до багаторічніх бульбоцибулевих трав'янистих рослин, сім'ї півникові. Їхній рід нараховує близько 80-ти підвидів. Золотистий шафран анкарський належить до квітучого навесні виду.

## Опис
Назва квітки походить від грецького слова 'kroke' — нитка. Шафран — від арабського 'sepheran' — жовтий, за забарвлення стовпчиків маточки. Крокус анкарський досягає у висоту 10-12 см. Квіти крокусів спрямовані вгору з шістьма «пелюстками». Розкриваючись, квітки приймають зірчасті або чашоподібну форму, вузькі листя шириною 0,5-1 мм, витягуються в довжину після цвітіння. Бульбоцибулини покриті лусками з жорсткою сіткою, утвореної сплетеннями волокон оболонки. З однієї цибулини виростає безліч квіток, що створюють ілюзію букета. Забарвлення квіток: золотисто-жовте, період цвітіння: лютий — березень.
З кожним роком бульбоцибулина стає все більшою і утворює все більше діток. Після відмирання старої бульбоцибулини і утворення нової дітки знаходять самостійність і утворюється «гніздо» — група споріднених цибулин. Це найбільш ефективний спосіб розмноження.

## Значення і застосування
Крокус анкарський багатий на цукор і крохмаль, його можливо поєднувати з цибулею щоб застосовувати для приготування їжі. Він є звичайним продуктом в північно-східній частині Туреччини.

Також шафран можливо використовувати як природний харчовий барвник, джерело прянощів, широко застосовується в народній медицині як болезаспокійливий і сечогінний засіб.

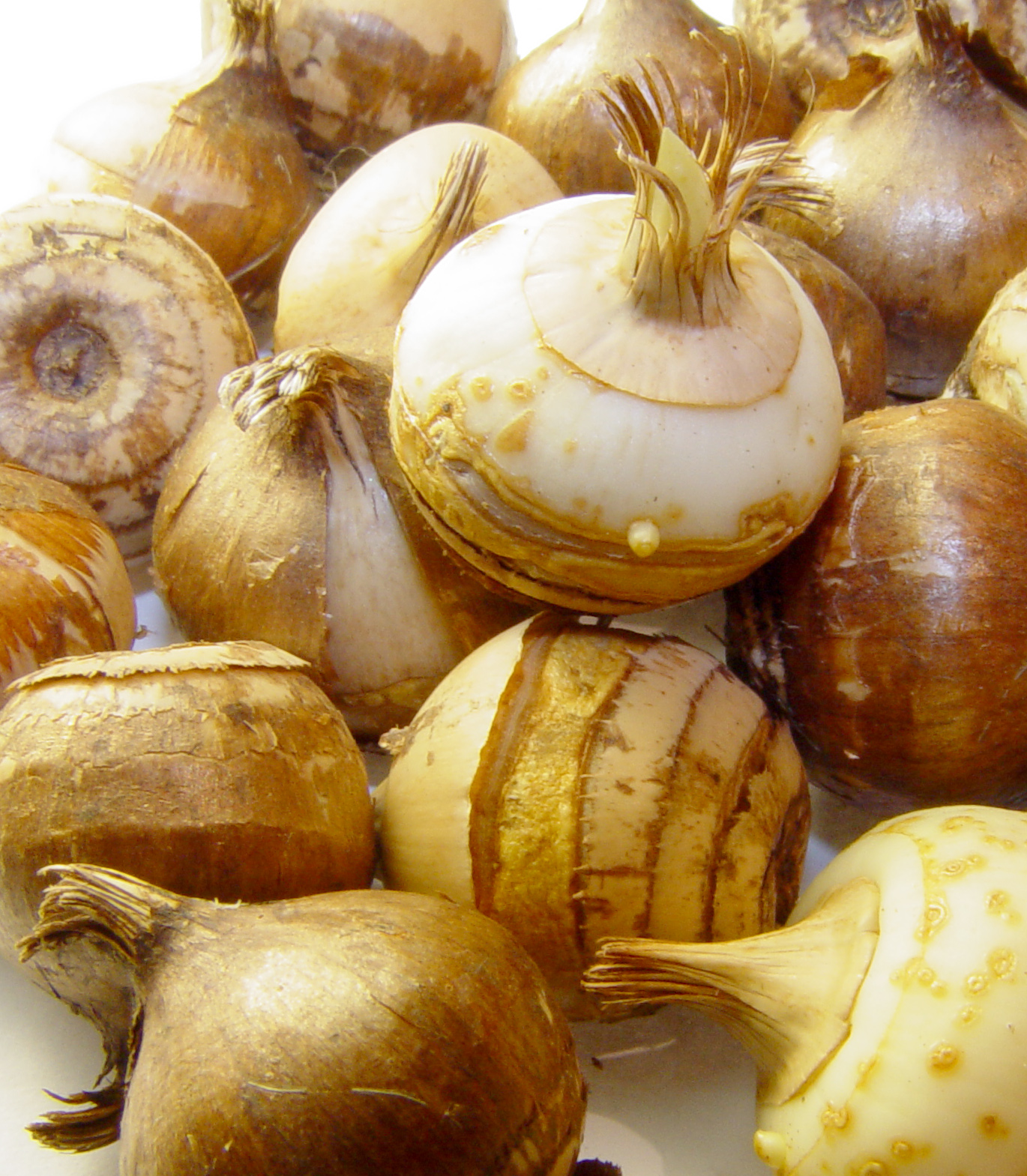
Бульбоцибулини шафрану анкарського

## Поширення
У дикій природі розповсюджується в центральній та північно-східній Туреччині. Виростає на висоті 1000—1600 метрів, на скелястих ґрунтах, сухих високогірних лісах і луках, в чагарникових і хвойних лісах.